# Занемарене тропске болести
Zanemarene tropske bolesti (NTD-i) su grupa bolesti koje se javljaju u tropskim i suptropskim klimatskim uslovima i blisko su povezane sa siromaštvom . Stoga su područja gde je pristup adekvatnim higijenskim uslovima, čistoj vodi i zdravstvenoj zaštiti ograničen najviše ugrožema, kao i ljudi koji žive u blizini životinja i u udaljenim i ruralnim područja ili u zonama sukoba. NTD-i utiču na zivote najsiromašnijih izajednica u svetu, pretežno u Aziji, Africi, Južnoj Americi i Južnoj Evropi. Početkom 2000-ih godina Svetska zdravstvena organizacija (SZO) je na svom portfelju imala 17 NTD-a, raznovrsnu grupu zaraznih bolesti izazvanih bakterijama, helmintima, protozoama ili virusima, poput Burulijskog čira, Šagasove bolesti, Denge, Drakunkulijaze, Ehinokokoze, Lepre i Besnila. Od 2016. godine ovaj spisak je proširen sa još tri grupe bolesti tako da obuhvata 20 NTD-a.